# Калинино (Ростовская область)
Калинино (до 1949 года — Киша) — исчезнувшее село в Ремонтненском районе Ростовской области. Располагалось на территории Калининского сельского поселения, у границы с Республикой Калмыкия, на левом берегу реки Джурак-Сал, чуть ниже места впадения в неё водотока балки Киша.

## Название
Первоначальное название села — Кеше, скорее всего, восходит к калм. Көшә, означающему 1) памятник-обелиск; колонну; 2) препятствие; преграду. Постепенно название села трансформировалось в Киша. Именно под таким названием село обозначено на картах 1946 и 1947 годов.

## История
Скорее всего, село было основано русскими и украинскими переселенцами в конце XIX века. Впервые на картах село Кеше, как имеющее церковь, обозначено на карте Астраханской епархии 1901 года.
Согласно сведениям, содержащимся в Памятной книжке Астраханской губернии на 1914 год село Кише относилось к Ремонтинской волости Черноярского уезда Астраханской губернии. В селе имелось 115 дворов, проживало 420 душ мужского и 406 женского пола
В 1921 году село вошло в состав образованного в составе Калмыцкой автономной области Ремонтненского уезда. Впоследствии вместе с уездом (районом) село передавалось Сальскому округу Северо-Кавказского края (в 1925 году), затем — Ростовской области.
Согласно Всесоюзной переписи 1926 года в селе Киша Кишинского сельсовета проживало 806 жителей, из них 631 украинец и 166 великороссов
Переименовано в Калинино в августе 1949 года. Со второй половины 1950-х село на картах не обозначалось, что позволяет привязать дату исчезновения населённого пункта примерно к этому отрезку времени.

## Население
Динамика численности населения
| 1897 | 1900 | 1904 | 1908 | 1914 | 1926 |
| ---- | ---- | ---- | ---- | ---- | ---- |
| 566  | 458  | 496  | 600  | 826  | 806  |